# Mohamed Ben Bouchaïb
Mohamed Ben Bouchaïb a été Ministre de l'Urbanisme et de l'Habitat sous le Gouvernement Bekkay Ben M'barek Lahbil.

## Sources
1. ↑  Historique des gouvernements Marocain